# Budzisław (powiat żniński)
Budzisław – wieś w Polsce, położona w województwie kujawsko-pomorskim, w powiecie żnińskim, w gminie Rogowo.
Wieś duchowna, własność kapituły katedralnej gnieźnieńskiej, pod koniec XVI wieku leżała w powiecie gnieźnieńskim województwa kaliskiego. W latach 1975–1998 miejscowość należała administracyjnie do województwa bydgoskiego. Według Narodowego Spisu Powszechnego (III 2011 r.) liczyła 138 mieszkańców. Jest siedemnastą co do wielkości miejscowością gminy Rogowo.